# Pekka Hiltunen
Pour les articles homonymes, voir Hiltunen.
Pekka Hiltunen, né en 1966 à Oulu, dans la région de l’Ostrobotnie du Nord, est un journaliste et un écrivain finlandais,, auteur de roman policier.

## Biographie
Diplômé d'un maîtrise en sciences humaines et sociales de l’université de Tampere, il travaille, après ses études, comme journaliste pour le quotidien Helsingin Sanomat, avant de prendre la direction des magazines Me Naiset et Kodin Kuvalehti.  Il est ensuite nommé rédacteur en chef du journal Image (fi), puis de Mondo (fi).
Il commence sa carrière littéraire en 2011 avec la publication du roman Sans visage (Vilpittömästi sinun), un thriller qui narre l’enquête de Lia et Mari, deux expatriées finlandaises vivant à Londres, où elles tentent d’élucider un meurtre lié à une affaire de proxénétisme et de financement occulte d’envergure internationale. Ce roman, traduit en 2013 chez Balland, est réédité l’année suivante par Gallimard dans la collection Folio policier. Lia et Mari, les deux jeunes finnoises, réapparaissent en 2012 dans Écran noir (Sysipimeä).

## Œuvre

### Romans

#### SérieLia et Mari
- (fi) Vilpittömästi sinun, Helsinki, Gummerus, 2011 (ISBN 978-951-20-8510-1) Publié en français sous le titre Sans visage, traduit par Taina Tervonen, Paris, Balland, coll. « Roman étranger », 2013 (ISBN 978-2-35315-167-7) ; réédition, Paris, Gallimard, coll. « Folio policier » no 730, 2014 (ISBN 2-0704-5435-5)
- (fi) Sysipimeä, Helsinki, WSOY, 2012, 362 p. (ISBN 978-951-0-39383-3) Publié en français sous le titre Écran noir, traduit par Taina Tervonen, Paris, Gallimard, coll. « Série noire », 2017 (ISBN 978-2-0701-4910-0)
- (fi) Varo minua, Helsinki, WSOY, 2015 (ISBN 978-951-0-41304-3)

### Autres publications
- (fi) ISO, Helsinki, WSOY, 2013 (ISBN 978-951-0-39964-4)
- (fi) Onni, Helsinki, WSOY, 2016 (ISBN 978-951-0-41996-0)

## Prix
- 2012 : Prix Kaarle
- 2012 : Prix Vuoden johtolanka

## Sources
- (fi) Cet article est partiellement ou en totalité issu de l’article de Wikipédia en finnois intitulé « Pekka Hiltunen » (voir la liste des auteurs).

1. ↑  (fi) « Pekka Hiltunen », Kirjailijahakemisto Pakkala, Oulun kaupunginkirjasto-maakuntakirjasto
2. ↑  Gummerus